# 465

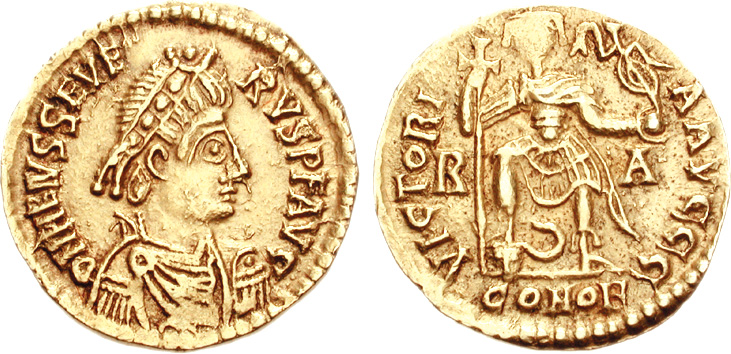
Visigotische munt van Libius Severus

Het jaar 465 is het 65e jaar in de 5e eeuw volgens de christelijke jaartelling.

## Gebeurtenissen

### Klein-Azië
- Basiliscus maakt carrière in het Romeinse leger en wordt door keizer Leo I benoemd tot consul van het Oost-Romeinse Rijk.

### Armenië
- Arter-Gusjnasp (r. 465-481) wordt gekroond tot koning van Armenië.

### Europa
- De Herulen vestigen zich in Galicië (Noord-Spanje) en sluiten een bondgenootschap met de Visigoten.
- Het bisdom van Bro Wened of Broërec (Vannes) in Bretagne wordt gesticht.
- Volusianus wordt bisschop van Trier en neemt het ambt over van Marcus II.
- Sulpitius wordt bisschop van het bisdom van Luik, Maastricht en Tongeren.

### Syrië
- Petrus de Voller wordt gekozen tot patriarch van Antiochië.

### Italië
- 15 augustus - Keizer Libius Severus overlijdt na een regeringsperiode van bijna 4 jaar. Ricimer vormt in Rome een interregnum.
- Benignus Bossius wordt bisschop van Milaan en neemt het ambt over van Gerontius.

### China
- Keizer Ming Di van de Liu Song-Dynastie bestijgt de troon en volgt zijn neef Qian Fei Di op, die ook in dit jaar heeft geregeerd.

## Geboren
- Ahkal Mo' Naab' I, Maya koning van Palenque (Mexico)
- Ankan, keizer van Japan (waarschijnlijke datum)
- Clovis I, koning van de Franken (waarschijnlijke datum)
- Dubritius, Keltische bisschop en heilige (waarschijnlijke datum)
- Eugippius, biograaf van Severinus van Noricum (waarschijnlijke datum)
- Liberius, Romeins aristocraat (waarschijnlijke datum)
- Romulus Augustulus, laatste keizer van het West-Romeinse Rijk (waarschijnlijke datum)
- Severus, patriarch van Antiochië (waarschijnlijke datum)

## Overleden
- Gerontius, bisschop van Milaan (waarschijnlijke datum)
- 15 augustus - Libius Severus, keizer van het West-Romeinse Rijk
- Marcus II, bisschop van Trier (waarschijnlijke datum)
- Prosper van Aquitanië, christelijke schrijver (waarschijnlijke datum)
- Qian Fei Di, keizer van het Chinese Keizerrijk
- Theodoretus van Cyrrhus, bisschop en kerkvader (waarschijnlijke datum)